# Senteni Masango
Senteni Masango, verheiratete Inkhosikati LaMasango, (* Juli 1981; † 6. April 2018) war eine eswatinische Künstlerin und als achte Ehefrau von König Mswati III. Mitglied des Hauses Dlamini sowie eine der Königinnen von Eswatini (bis 2018 Swasiland).

## Leben
Masango wurde 1999 während des Reed-Dance-Festivals als neue Braut für Mswati III. ausgewählt. Sie heirateten im Jahr 2000. Sie brachte zwei Kinder zur Welt, nämlich Prinzessin Sentelweyinkhosi und Prinzessin Sibusezweni. Daneben war sie als Künstlerin tätig. So versteigerte Masango ihre Werke, um Geld für lokale Wohltätigkeitsorganisationen in Eswatini zu sammeln. Senteni Masango wurde am 6. April 2018 tot aufgefunden. Sie hatte durch eine Überdosis Amitriptylin Selbstmord begangen. Sie starb eine Woche nach dem Tod ihrer Schwester, Nombuso Masango, deren Beerdigung der König ihr angeblich verboten hatte. Senteni Masangos Beerdigung fand am 8. April 2018 im Ludzidzini Royal Palace statt.

## Presseskandale
Am 12. September 1999 veröffentlichte ein Redakteur der Times of Swaziland, Bheki Makhubu, einen Artikel mit dem Titel Fiancée A High School Dropout. Der Artikel berichtete, dass Senteni Masango, die zu dieser Zeit mit dem König verlobt war, die Ngwane Park High School abgebrochen hatte. Dies löste eine Kontroverse aus und führte zu Makhubus Verhaftung durch die Royal Swaziland Police. Er wurde wegen krimineller Verleumdung angeklagt. Gegen eine Kaution von 500 Dollar wurde er freigelassen und sein Reisepass eingezogen. Makhubu wurde ein zweites Mal in Mbabane verhaftet, nachdem er ein Bild von Masango und einer anderen Ehefrau des Königs, die ihre akademische Robe trug, bei einer Abschlussfeier an der Universität von Swasiland gedruckt hatte. Ein weiterer Presseskandal ereignete sich nach Masangos Tod. Fotos von ihrer Nachtwache und Beerdigung im königlichen Palast wurden von Mitgliedern der königlichen Garde des Königs an die Presse weitergegeben. Die Wachen wurden für den Vorfall mit einer Geldstrafe belegt.